# Jim Clarke (Tauzieher)
James Michael „Jim“ Clarke (* 6. Oktober 1874 in Bohola; † 29. Dezember 1929 in Liverpool) war ein britischer Tauzieher aus Irland.

## Erfolge
Jim Clarke war Polizist bei der Liverpool Police und nahm an den Olympischen Spielen 1908 in London teil. Bei diesen trat er gemeinsam mit Thomas Butler, William Greggan, Alexander Kidd, Daniel McDonald Lowey, Patrick Philbin, George Smith und Thomas Swindlehurst an. Die Mannschaft erreichte nach einem 1:0-Sieg gegen die Vereinigten Staaten das Halbfinale, in dem sie die Mannschaft Schwedens mit 2:0 besiegten. Im Finale unterlagen sie anschließend der City of London Police mit 0:2, womit Greggan und seine Mitstreiter die Silbermedaille erhielten.
Sein Cousin Martin Sheridan war mehrfacher Olympiasieger im Diskuswurf.